# 밸리머니구

밸리머니 구의 위치

밸리머니구(영어: Ballymoney Borough, 아일랜드어: Buirg Bhaile Monaidh)는 2015년까지 존재했던 북아일랜드의 옛 구였다. 행정 중심지는 밸리머니이며 면적은 418 km2, 인구는 30,600명(2010년 기준), 인구 밀도는 73명/km2이다.

## 구 정보
- 행정 중심지: 밸리머니
- 면적: 418 km2
- 인구: 30,600명 (2010년 기준)
- 인구 밀도: 73명/km2
- ISO 3166-2 코드: GB-BLY
- ONS 코드: 95D
- 종교 분포: 천주교 31.9%, 개신교 66.2%